# Nintendo GameCube
Нинтендо гејмкјуб (енгл. Nintendo GameCube; често само Гејмкјуб, број модела: DOL) кућна је конзола за видео-игре коју је развила јапанска компанија Нинтендо и објављена је 14. септембра 2001. Гејмкјуб припада шестој генерацији играчких конзола, а њени главни ривали су Сони плејстејшн 2 и Мајкрософт ексбокс. 